# Фінн Гарпс
ФК «Фінн Гарпс» (ірл. Cumann Peile Chláirsigh na Finne) — ірландський футбольний клуб з міста Баллібофі, заснований у 1954 році. Виступає у Прем'єр-лізі. Домашні матчі приймає на стадіоні «Фінн Парк», місткістю 6 000 глядачів.